# Katharina Michailowna Romanowa

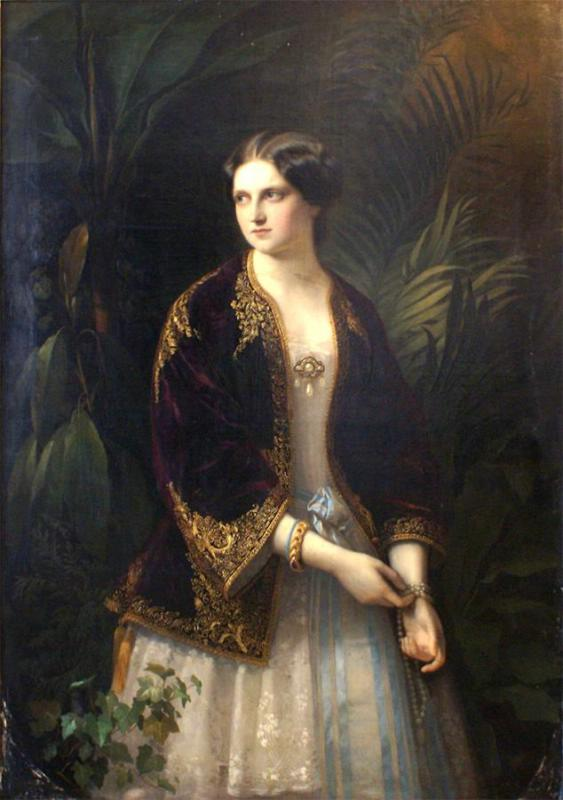
Katharina Michailowna, Gemälde von Carl Timoleon von Neff (1850)

Katharina Michailowna Romanowa (russisch Екатерина Михайловна, Jekaterina Michailowna; * 16. Augustjul. / 28. August 1827greg.; † 30. Apriljul. / 12. Mai 1894greg. in Sankt Petersburg) war eine russische Großfürstin und durch Heirat Herzogin zu Mecklenburg [-Strelitz].

## Leben
Katharina wurde als die dritte von fünf Töchtern von Großfürst Michael Pawlowitsch von Russland (1798–1849) und der Großfürstin Elena Pawlowna im Moskauer Kreml geboren. Über ihren Vater war Katharina die Enkelin von Zar Paul und Nichte der Zaren Alexander I. und Nikolaus I. Elisabeth Michailowna Romanowa war eine ihrer Schwestern, die alle vor ihr starben.
Am 4. Februarjul. / 16. Februar 1851greg. heiratete sie in Sankt Petersburg Georg Herzog zu Mecklenburg [-Strelitz], den jüngeren Sohn von Großherzog Georg von Mecklenburg-Strelitz und dessen Frau Marie von Hessen-Kassel. Zur Hochzeit erhielt Georg Gut und Schloss Remplin als Familienfideikommiss für sich und seine Nachkommen. Das Paar lebte aber weitgehend in Sankt Petersburg, wo es im für Katharinas Vater erbauten Michailowski-Palast residierte.
Von Remplin aus gründete sie 1866 das Katharinenstift in Stavenhagen.
Georg und Katharina Michailowna hatten vier Kinder:
- Nikolaus (* † 11. Juli 1854)
- Helene (1857–1936)

⚭ Albert von Sachsen-Altenburg
- Georg Alexander (1859–1909)
- Carl Michael (1863–1934)